# Vagabond (манга)
Vagabond (яп. バガボンド Вагабондо) — японская манга, созданная Такэхико Иноуэ и основанная на романе Эйдзи Ёсикавы о жизни фехтовальщика Миямото Мусаси. Манга издавалась в журнале Morning с 1998 года. В 2000 году манга выиграла премию Коданся.
В 2009 году автор заявил, что закончит мангу через один-два года, однако в 2015 году ушёл в отпуск. 
Манга получила широкое признание и была продана тиражом в более чем 82 миллиона копий.

## Сюжет
Vagabond — это художественно переосмысленная история о жизни одного из самых известных Японских мечников, «Святого Меча» Миямото Мусаси. История рассказывает о становлении великого воина, его пути к познанию дружбы, жизни, и самого себя.
Начало 17 века в Японии. Симмэн Такэдзо — грубый и неотёсанный молодой человек во всех своих проявлениях. Агрессивная натура Симмена вызывает страх и отторжение у жителей родной  деревни, что толкает его вместе с другом, Матахати Хонъидэном, на поиски лучшей жизни. Жажда славы приводит друзей в армию Тоётоми, однако жестокое поражение в битве при Сэкигахаре оставляет их на краю гибели.
После расставания с другом Симмэн возвращается домой, чтобы сообщить родным Матахати о том, что с ним всё в порядке. Жители деревни встречают его как отъявленного разбойника, приписывая ему преступления, которые, возможно, были совершены его другом. После поимки героя привязывают к дереву и оставляют умирать. Странствующий монах, Такуан Сохо, проявляет жалость к молодому человеку и после тайного освобождения дарует ему новое имя: Миямото Мусаси.

## История создания
Такэхико Иноуэ начинал Vagabond с мыслями о том, каким же на самом деле был герой романа Ёсикавы Эйдзи. Чтобы отойти от спортивной манги, Иноуэ хотел создать историю, закрученную вокруг более простых концепций, таких как «жизнь и смерть», «состояние человека» и т.п. В противовес к более популярным историям о поздних годах Мусаси в «просветлённом состоянии» автор хотел показать, как молодой человек приходит к этому просветлению, оставляя своё животное начало.
В 2009 году автор заявил, что успевает выпускать главы в срок только благодаря команде из пяти ассистентов. Такэхико рисовал только персонажей, ассистенты же занимались фоном.

## Награды
В 2000 году манга выиграла гран-при Japan Media Arts Festival и в том же году получила премию Коданся. 
В 2002 получает культурную премию имени Осаму Тэдзуки. 
В 2003 северо-американское издание было номинировано на премию Айснера.